# Bomanhalli, Aland
Bomanhalli là một làng thuộc tehsil Aland, huyện Gulbarga, bang Karnataka, Ấn Độ.